# Carolina Klüft
Carolina Evelyn Klüft, née le 2 février 1983 à Borås en Suède, est une athlète suédoise pratiquant l'heptathlon. Triple championne du monde, championne olympique et détentrice du record d'Europe de la discipline, elle est à ce jour la deuxième meilleure heptathlète au monde de tous les temps, seulement dépassée en termes de record du monde par l'Américaine Jackie Joyner-Kersee.

## Biographie
Carolina Klüft grandit dans une famille où le sport est important : son père est un ancien footballeur professionnel, évoluant dans le Championnat de Suède. Sa mère, pour sa part, est une ancienne athlète pratiquant le saut en longueur.
Elle pratique tout d'abord le football, puis s'oriente vers l'athlétisme vers l'âge de 12 ans. Elle explique que ce choix était pour gagner, par ses performances, le respect des autres enfants, dont elle était l'objet de brimades après le déménagement de ses parents.
C'est son futur entraîneur, Agne Bergvall, qui lui conseille de se destiner à l'heptathlon, choix qu'elle fait en 2000.
Sa progression est rapide et elle remporte un premier titre lors des Championnats du monde junior 2000 à Santiago du Chili puis de nouveau lors de l'édition suivante en 2002 disputée à Kingston. Elle établit lors de ces deux compétitions un nouveau record du monde junior. Durant la saison hivernale 2002, elle obtient une médaille de bronze en pentathlon aux Championnats d'Europe en salle à Vienne.
Un peu plus tard dans cette même saison estivale, elle participe aux Championnats d'Europe de 2002 à Munich. Pour son premier grand championnat chez les seniors, elle remporte la médaille d'or, établissant, avec 6 542 points, un nouveau record du monde junior.
La saison 2003 débute pour Carolina Klüft par un premier titre mondial, lors des Championnats du monde en salle de 2003 à Birmingham. Elle remporte la médaille d'or de l'épreuve du pentathlon.
Les Championnats du monde 2003 à Paris-Saint-Denis voit le premier affrontement entre la Française Eunice Barber et Klüft. Barber, qui a remporté le titre en 1999 à Séville puis subi des revers les années suivantes, pour causes de blessures ou d'abandon, revient de nouveau à la compétition après une blessure. Elle dit encore souffrir de 20 % de paralysie du pied gauche. Klüft est proche de l'élimination lorsqu'elle manque ses deux premiers essais lors du saut en longueur. Lors de son troisième essai, elle réalise 6,68 m, dépassant les 6,61 m de Barber, qui évolue devant son public et dont la longueur est un des points forts. Lors de ce concours, elle établit de nouveaux records personnels dans quatre des sept disciplines. Avec ses 7 001 points, elle devient la troisième athlète à dépasser la barre des 7 000 points, après Jackie Joyner-Kersee et Larissa Tourtchinskaïa, qui détient le record d'Europe, mais échoue à seulement 6 points de celui-ci, vieux de 14 ans.

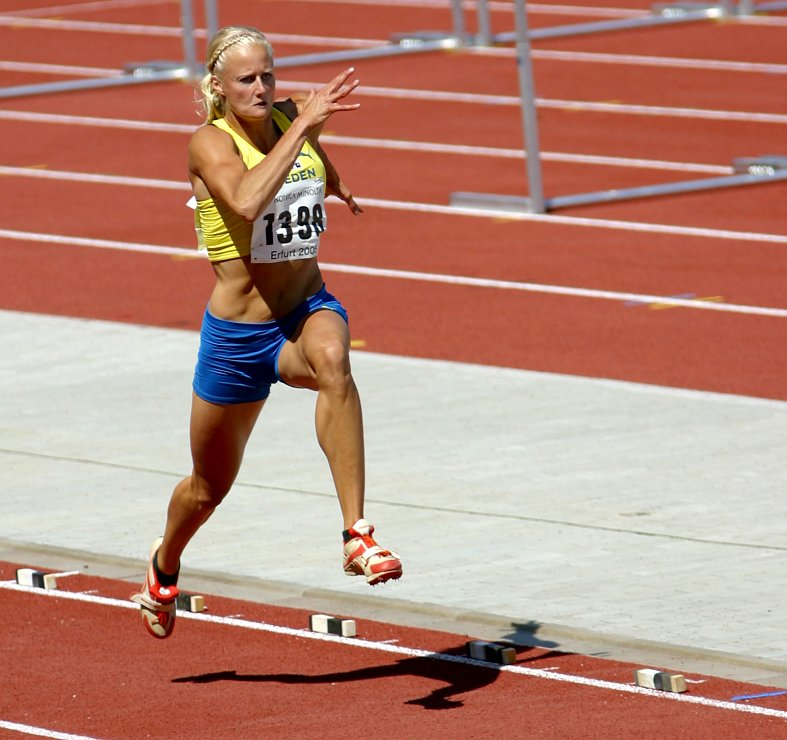
Carolina Klüft lors des Championnats d'Europe espoirs 2005 où elle concourt dans l'épreuve du saut en longueur.

Lors des Jeux olympiques d'été de 2004 à Athènes, Barber est absente, de nouveau blessée. Carolina écrase la compétition, devançant les deux autres médaillées, la Lituanienne Austra Skujytė et la Britannique Kelly Sotherton de 400 et 500 points,. Elle participe ensuite au concours de la longueur. Elle se qualifie pour la finale où elle se place à la 11e place avec un saut de 6,63 m réalisé à son premier essai.
Le duel entre Barber et Klüft gagne encore en intensité au mondial 2005 où Klüft, à la suite d'une blessure au pied survenue la veille de la compétition, entre difficilement dans son concours. Elle réalise notamment une grosse contre-performance en saut en hauteur avec un saut de seulement 1,82 m (alors qu'elle saute régulièrement à plus de 1,90 m). Cependant elle se reprend lors des épreuves suivantes en battant ses records personnels au lancer du poids (avec un jet à plus de 15 m). À l'issue de la première journée, Barber ne compte plus que deux points d'avance sur sa rivale suédoise, alors qu'elle comptait 153 points d'avance après deux épreuves. Le lendemain, la Suédoise bat un nouveau record personnel au saut en longueur avec un bond à 6,87 m, réalisé lors de son premier essai. Ce saut, s'il avait été réalisé lors de l'épreuve du saut en longueur de ces mêmes championnats, lui aurait d'ailleurs permis de terminer deuxième à seulement 2 cm de la gagnante, l'Américaine Tianna Madison, ce qui prouve la valeur de la performance. La décision finale entre Barber et Klüft s'effectue lors du 800 mètres, dernière épreuve. Barber, compte désormais 18 points de retard, soit un retard de 1 s 36. Barber décide de tenter sa chance en suivant la Britannique Kelly Sotherton. Dans le dernier virage, Klüft accélère, rattrape Barber et la dépasse, et établit, un temps de 2 min 8 s 89 qui constitue son record personnel sur la distance,,.
Elle gagne ensuite les championnats d'Europe de 2006, victoire facilitée par l'abandon après deux épreuves d’Eunice Barber, qui mène alors de 36 points. La Française souffre de douleurs aux muscles ischio-jambiers de la cuisse gauche. Avec 6 740 points La Suédoise devance la Néerlandaise Karin Ruckstuhl (6 423 points) et l'Allemande Lilli Schwarzkopf (6 420 points). Lors du concours de la longueur, elle termine parmi les huit finalistes, à la 6e place, avec un saut de 6,54 m.

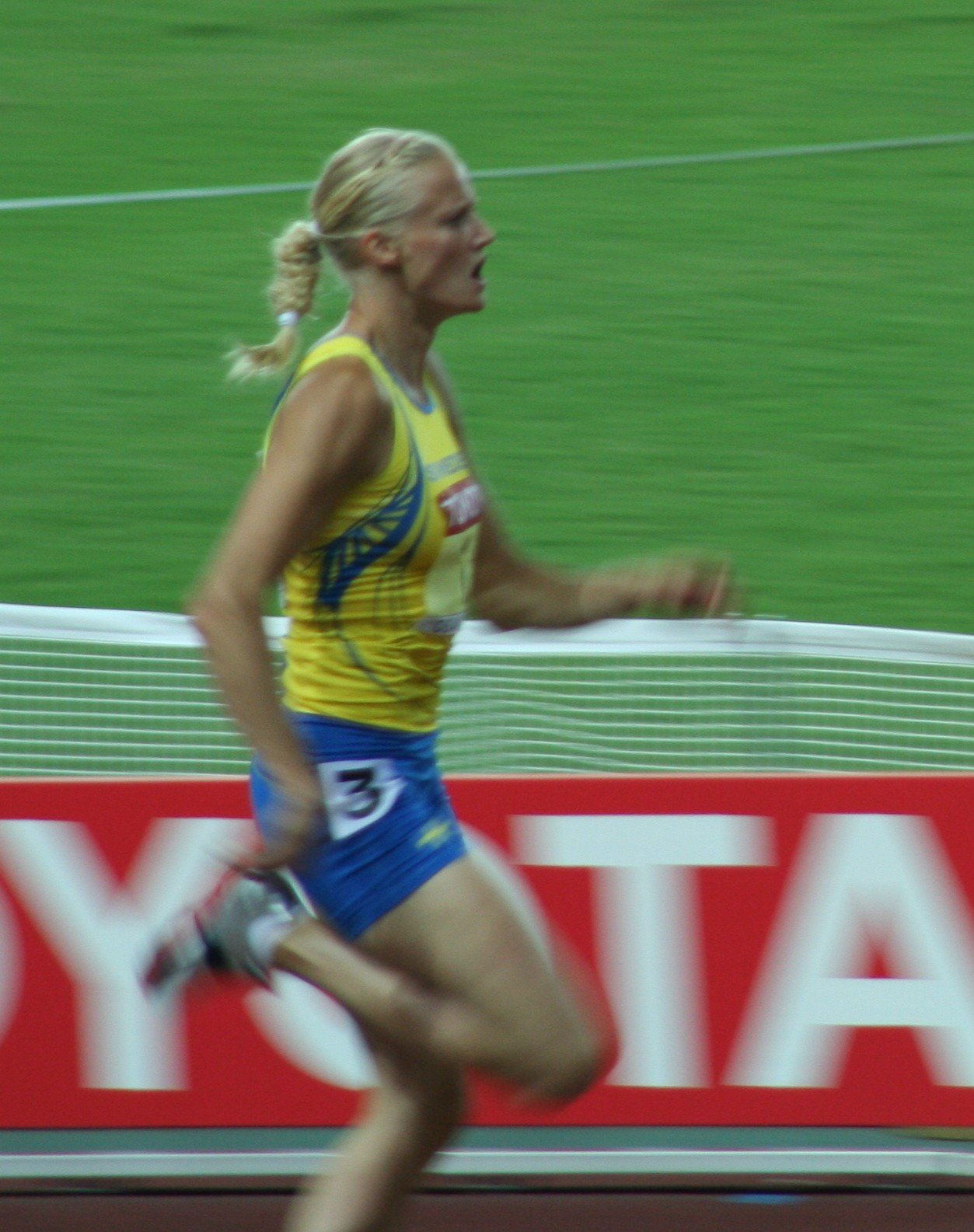
Carolina Kluft lors du 800 m des Championnats du monde 2007 à Osaka.

En 2007, Elle ne participe qu'à un seul heptathlon avant les Championnats du monde 2007, lors du meeting de Götzis où elle remporte sa cinquième victoire. Lors des mondiaux d'Helsinki, elle fait face à la concurrence de l'Ukrainienne Lyudmila Blonska, qui détient la meilleure performance de l'année. Klüft entame la compétition en égalant son record personnel sur 100 mètres haies, puis établit avec 1,95 m un nouveau record personnel en hauteur. Elle continue la compétition avec de bonnes performances dans les autres disciplines et remporte ainsi la médaille d'or avec un score de 7 032 points. Cette performance constitue le nouveau record d'Europe. Seule désormais l'Américaine Jackie Joyner-Kersee la devance au bilan mondial. Elle devient aussi la deuxième athlète à remporter un titre mondial pour la troisième fois de suite, après Astrid Kumbernuss.
Dans la saison hivernale 2008, elle doit déclarer forfait pour le mondial « Indoor » de Séville. Elle souffre d'une déchirure musculaire à la cuisse droite. Puis, en mars 2008, elle annonce qu'elle renonce à participer à l'heptathlon des Jeux olympiques de Pékin pour pouvoir se concentrer sur les épreuves du saut en longueur et du triple saut. Cette annonce peut paraître surprenante puisqu'une nouvelle médaille d'or lui était pourtant promise en heptathlon ce qui est loin d'être le cas en saut en longueur et surtout en triple saut qui est une discipline où elle n'a jamais concouru en compétition officielle. Mais elle explique ce choix par un manque de motivation dû à la lassitude de gagner en heptathlon et par le désir de nouveau challenge.
Elle quitte finalement les Jeux olympiques de Pékin sans médaille : neuvième en longueur (avec un bond à 6,49 m) et éliminée dès les qualifications en triple saut (13,97 m).
Au début de juillet 2009, elle annonce qu'elle ne participera pas aux prochains championnats du monde de Berlin en raison d'une blessure aux tendons apparue lors d'une compétition disputée en Suède. Cette blessure, qui nécessite une opération, la tiendra éloignée des pistes durant six mois.
En 2010, Carolina Klüft ne parvient pas à réaliser les minima pour se qualifier pour les championnats d'Europe de Barcelone. Elle est finalement repêchée par le sélectionneur suédois mais échouera en finale à la onzième place.
En août 2012, à la suite d'une blessure qui la prive des Jeux olympiques de Londres et par un manque de motivation, elle met fin à sa carrière.

## Vie privée
Elle est mariée depuis septembre 2007 à Patrick Klüft, anciennement Arne Patrik Kristiansson, un ancien perchiste qui a été médaillé de bronze aux mondiaux de Paris 2003.

## Records

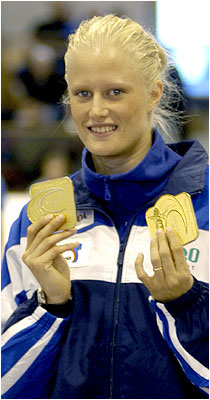
Carolina Klüft.

Record d'Europe de l'heptathlon : 7 032 points (performance réalisée le 26 août 2007 à Osaka au Japon) :
| Épreuves          | Résultats     | Points |
| ----------------- | ------------- | ------ |
| 100 m haies       | 13 s 15       | 1 102  |
| Saut en hauteur   | 1,95 m        | 1 171  |
| Lancer du poids   | 14,81 m       | 848    |
| 200 m             | 23 s 38       | 1 041  |
| Saut en longueur  | 6,85 m        | 1 122  |
| Lancer du javelot | 47,98 m       | 821    |
| 800 m             | 2 min 12 s 56 | 927    |
| Total             |               | 7 032  |

Elle détient, avec 6 542 points, le record du monde junior établi le 10 août 2002 lors des championnats d'Europe 2002 à Munich.

## Palmarès
| Date | Compétition                       | Lieu              | Résultat | Épreuve     | Marque    | Notes      |
| ---- | --------------------------------- | ----------------- | -------- | ----------- | --------- | ---------- |
| 2000 | Championnats du monde juniors     | Santiago du Chili | 1re      | Heptathlon  | 6 056 pts | WJL, NJR   |
| 2001 | Championnats d'Europe juniors     | Grosseto          | 1re      | Heptathlon  | 6 022 pts | SB         |
| 2002 | Championnats d'Europe en salle    | Vienne            | 3e       | Pentathlon  | 4 535 pts | NR         |
| 2002 | Championnats du monde juniors     | Kingston          | 1re      | Heptathlon  | 6 470 pts | WJR        |
| 2002 | Championnats d'Europe             | Munich            | 1re      | Heptathlon  | 6 542 pts | WJR        |
| 2003 | Championnats du monde en salle    | Birmingham        | 1re      | Pentathlon  | 4 933 pts | CR, NR     |
| 2003 | Hypo-Meeting                      | Götzis            | 1re      | Heptathlon  | 6 602 pts | WL         |
| 2003 | Championnats d'Europe espoirs     | Bydgoszcz         | 1re      | Longueur    | 6,86 m    | CR, NR     |
| 2003 | Championnats du monde             | Paris             | 1re      | Heptathlon  | 7 001 pts | WL, NR     |
| 2004 | Championnats du monde en salle    | Budapest          | 3e       | Longueur    | 6,92 m    | NR         |
| 2004 | Hypo-Meeting                      | Götzis            | 1re      | Heptathlon  | 6 820 pts | WL         |
| 2004 | Jeux olympiques                   | Athènes           | 11e      | Longueur    | 6,63 m    |            |
| 2004 | Jeux olympiques                   | Athènes           | 1re      | Heptathlon  | 6 952 pts | WL         |
| 2005 | Championnats d'Europe en salle    | Madrid            | 1re      | Pentathlon  | 4 948 pts | WL, CR, NR |
| 2005 | Hypo-Meeting                      | Götzis            | 1re      | Heptathlon  | 6 824 pts | WL         |
| 2005 | Championnats d'Europe espoirs     | Erfurt            | 1re      | Longueur    | 6,79 m    |            |
| 2005 | Championnats du monde             | Helsinki          | 1re      | Heptathlon  | 6 887 pts | WL         |
| 2006 | Hypo-Meeting                      | Götzis            | 1re      | Heptathlon  | 6 719 pts | WL         |
| 2006 | Championnats d'Europe             | Göteborg          | 6e       | Longueur    | 6,54 m    |            |
| 2006 | Championnats d'Europe             | Göteborg          | 1re      | Heptathlon  | 6 740 pts | WL, CR     |
| 2006 | Championnats d'Europe             | Göteborg          | 5e       | 4 x 100 m   | 44 s 16   |            |
| 2007 | Championnats d'Europe en salle    | Birmingham        | 1re      | Pentathlon  | 4 944 pts | WL         |
| 2007 | Hypo-Meeting                      | Götzis            | 1re      | Heptathlon  | 6 681 pts | WL         |
| 2007 | Championnats du monde             | Osaka             | 1re      | Heptathlon  | 7 032 pts | WL, AR     |
| 2008 | Jeux olympiques                   | Pékin             | 8e       | Longueur    | 6,49 m    |            |
| 2008 | Jeux olympiques                   | Pékin             | Qualif.  | Triple saut | 13,97 m   |            |
| 2010 | Championnats d'Europe             | Barcelone         | 10e      | Longueur    | 6,33 m    |            |
| 2011 | Championnats d'Europe par équipes | Stockholm         | 2e       | Longueur    | 6,73 m    | SB         |
| 2011 | Championnats du monde             | Daegu             | 4e       | Longueur    | 6,56 m    | [ 20 ]     |

## Distinctions personnelles
- Élue athlète européenne de l'année en 2003 et 2006[21].

## Annexe